# Río Paraguay
Río Paraguay (portugisisk: Rio Paraguai, Guarani: Ysyry Paraguái) er en større flod i det sydlige centrale Sydamerika. Floden har udspring i den brasilianske delstat Mato Grosso og løber gennem Brasilien, Bolivia, Paraguay og Argentina. Floden er ca. 2.621 km lang fra sin kilde til sin udmunding i Río Paraná nord for Corrientes.
I en del af løbet i Brasilien løber floden tæt på grænsen til Bolivia før den løber som grænseflod mellem Brasilien og Paraguay. Under sit løb i Paraguay deler den landet i to forskellige halvdele: Gran Chaco vest for floden; en øde og varm egn med kun lidt nedbør, den østlige del af landet med skove og større nedbør og hvor 98% af befolkningen bor. Efter sit løb gennem ca. halvdelen af Paraguay og landets hovedstad Asunción danner floden grænseflod til Argentina, hvorefter den efter ca. 2745 km løber ud i Río Paraná.
I modsætning til mange andre floder i Rio de la Plata-bassinet, er Río Paraguay ikke opdæmmet, hvilket gør den sejlbar lagt op ad flodens løb. Det gør floden til en vigtig transport- og handelsvej og sikrer, at indlandsstaterne Paraguay og Bolivia har adgang til havet. 